# 胜利阵线
胜利阵线（西班牙語：Frente para la Victoria，缩写为FPV）是阿根廷的一个政党联盟。形式上，胜利阵线是正义党的一个内部派别。2003年—2015年，胜利阵线在阿根廷執政。

## 歷史
胜利阵线奉行左翼庇隆主义，主張奉行獨立的外交政策，與美國保持良好關系的同時，使阿根廷擺脫美國的控制及支配，並反對華盛頓共識，認同政府干預經濟，並實行貿易保護主義。
该党是阿根廷正义党的左翼分支。前总统内斯托尔·基什内尔、总统克里斯蒂娜·费尔南德斯·德基什内尔皆为该党主要成員兼領導人。
2003年，由于正义党内左翼和右翼的嚴重矛盾，未能推薦統一候選人参加2003年的总统选举，内斯托尔·基什内尔的支持者成立了胜利阵线。基什内尔擊敗前總統梅內姆，2003年5月25日正式就任，成為阿根廷總統。
其妻子克里斯蒂娜·费尔南德斯·德基什内尔于2007年及2011年兩次當選總統，2015年11月，勝利陣線推举原布宜諾斯艾利斯省省長希歐里代表該联盟競選總統，但不幸落敗。

## 成员
- 正义党（庇隆主义左翼）
- 广泛阵线
- 共产党（非常代表大会）
- 人文主义党
- 激进党人K